# Narcisa Hirsch
Narcisa Hirsch (nacida Heuser; Berlín, 16 de enero de 1928-San Carlos de Bariloche, 4 de mayo de 2024) fue una cineasta argentina de origen alemán, pionera del cine experimental argentino. En sus comienzos, se dedicó a la pintura, el dibujo y los happenings. En los últimos años, realizó videos e instalaciones. 

## Biografía
Su padre fue el pintor expresionista Heinrich Heuser y su madre Narcisa Kilian, bisnieta de Narcisa Pérez Millán, argentina miembro de una conocida familia de terratenientes bonaerenses. Llegó con su familia a Buenos Aires a principios de la década de 1930, pero el inicio de la Segunda Guerra Mundial les impidió regresar a Europa. En 1950 contrajo matrimonio con Paul Hirsch, con quien tuvo tres hijos.
En sus comienzos se dedicó a la pintura y el dibujo, expresiones que fueron derivando a formatos audiovisuales tales como intervenciones murales, performances, instalaciones y objetos.
Fue entonces, poco antes de volcarse al cine, que comenzó con happenings como "Manzanas" y "Bebés", entre otros.
Uno de sus happenings más famosos, realizado junto con Marie Louise Alemann, fue La Marabunta (1967), una gran estructura rellena de comida y cubierto con palomas pintadas con colores, registrado por la cámara del documentalista argentino Raymundo Gleyzer.
Por su trabajo en la última década, fue reconocida con un Premio Konex de Platino en 2022 en la disciplina Arte y Tecnología.
Residió en San Telmo, barrio donde se instaló hace tres décadas y que inicialmente intervino con murales y grafitis.
Falleció en su residencia de Bariloche, tras un accidente cerebrovascular que había sufrido unos días antes.

## Filmografía
A lo largo de su trayectoria, dirigió: 

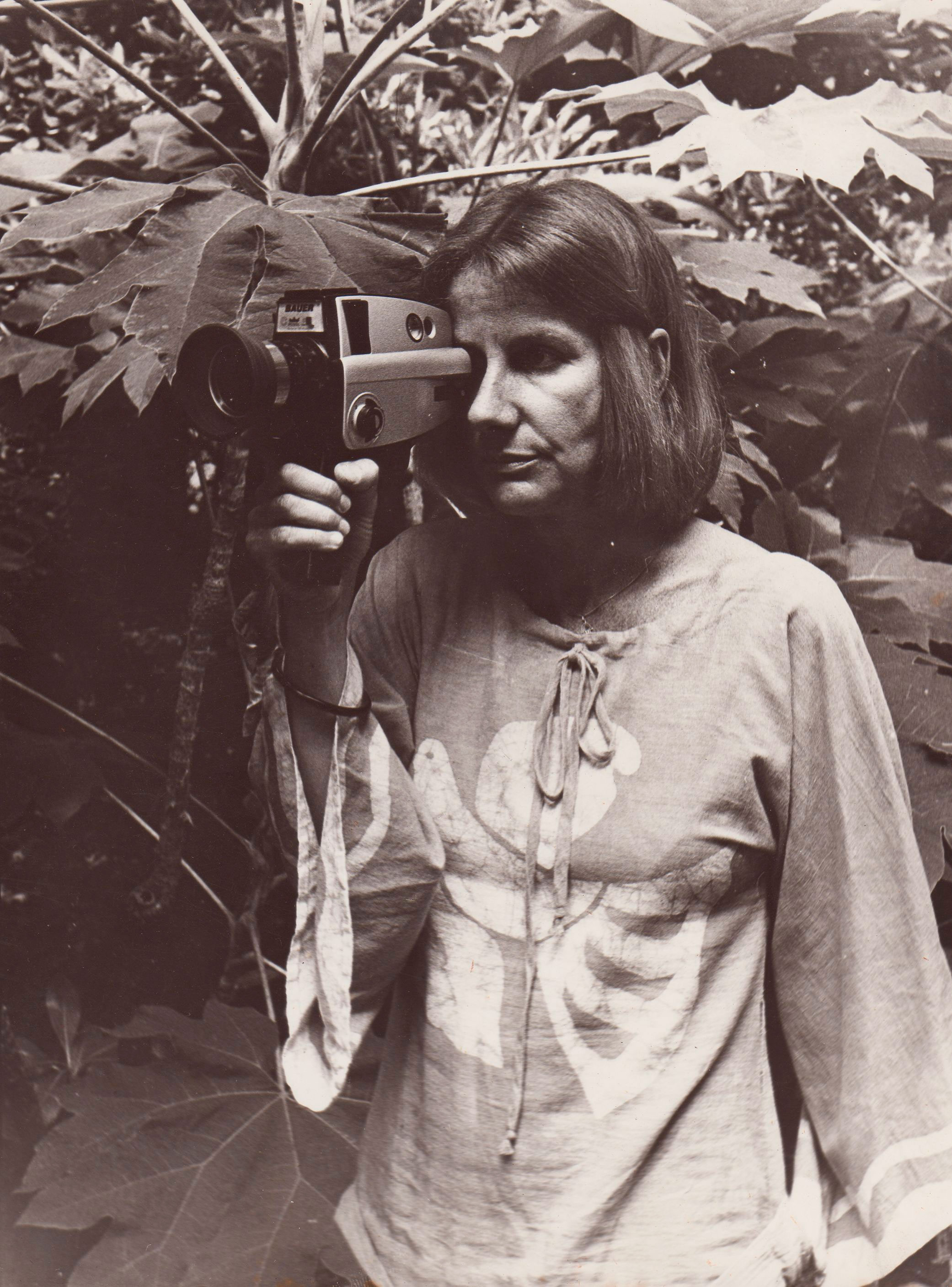
Narcisa Hirsch en los años 70

- El mito de Narciso (2011) (60 minutos)
- Celebración (2007) cortometraje
- El erotismo del tiempo (2006) cortometraje
- El mito de Narciso (2005) cortometraje (20 minutos)
- Aleph (2005) cortometraje
- Ama-zona (2001) cortometraje
- Homecoming (2001) cortometraje
- Rumi (1999) cortometraje
- A Dios (1989) cortometraje
- Ana, ¿dónde estás? (1985)
- Para Virginia (1984) cortometraje
- Orelie Antoine, rey de la Patagonia (1983) cortometraje
- Mujeres (1979) cortometraje
- Pioneros (1979)
- Señales de vida (1979) cortometraje
- Testamento y vida interior (1977) cortometraje
- Patagonia (1977) cortometraje
- Aída (1976) cortometraje
- Taller (1975) cortometraje
- Workshop (1974) cortometraje
- Come out (1974) cortometraje
- Bebes (1974) cortometraje
- Pink Freud (1972) cortometraje
- Descendencia (1971) cortometraje
- Canciones napolitanas (1971) cortometraje
- Patagonia (1970) cortometraje (16 minutos)
- Patagonia (1970) cortometraje (10 minutos)
- Retrato de una artista como ser humano (1969) cortometraje
- Marabunta (1967) cortometraje
- Manzanas (1966) cortometraje

Su obra fue reunida en una colección publicada en 2013 por una editorial especializada en cine y vídeo experimental.

## Libros
Narcisa Hirsch también experimentó en formas literarias a partir de 1992, cuando quedó obsoleta la tecnología de filmación con la que había realizado la mayor parte de su obra.
- La pasión según San Juan. Poema a partir de un guion cinematográfico (1ª edición). Buenos Aires: Emece Editores. 1992. ISBN 9506942048.
- Lugares de Silencio. Buenos Aires: Libro Disociado. ISBN 9789872355524. (coautora)
- Aigokeros - Cuadernos Patagónicos. Buenos Aires: Edicion Del Capricornio. 2004. ISBN 9872123403.

### Documentales

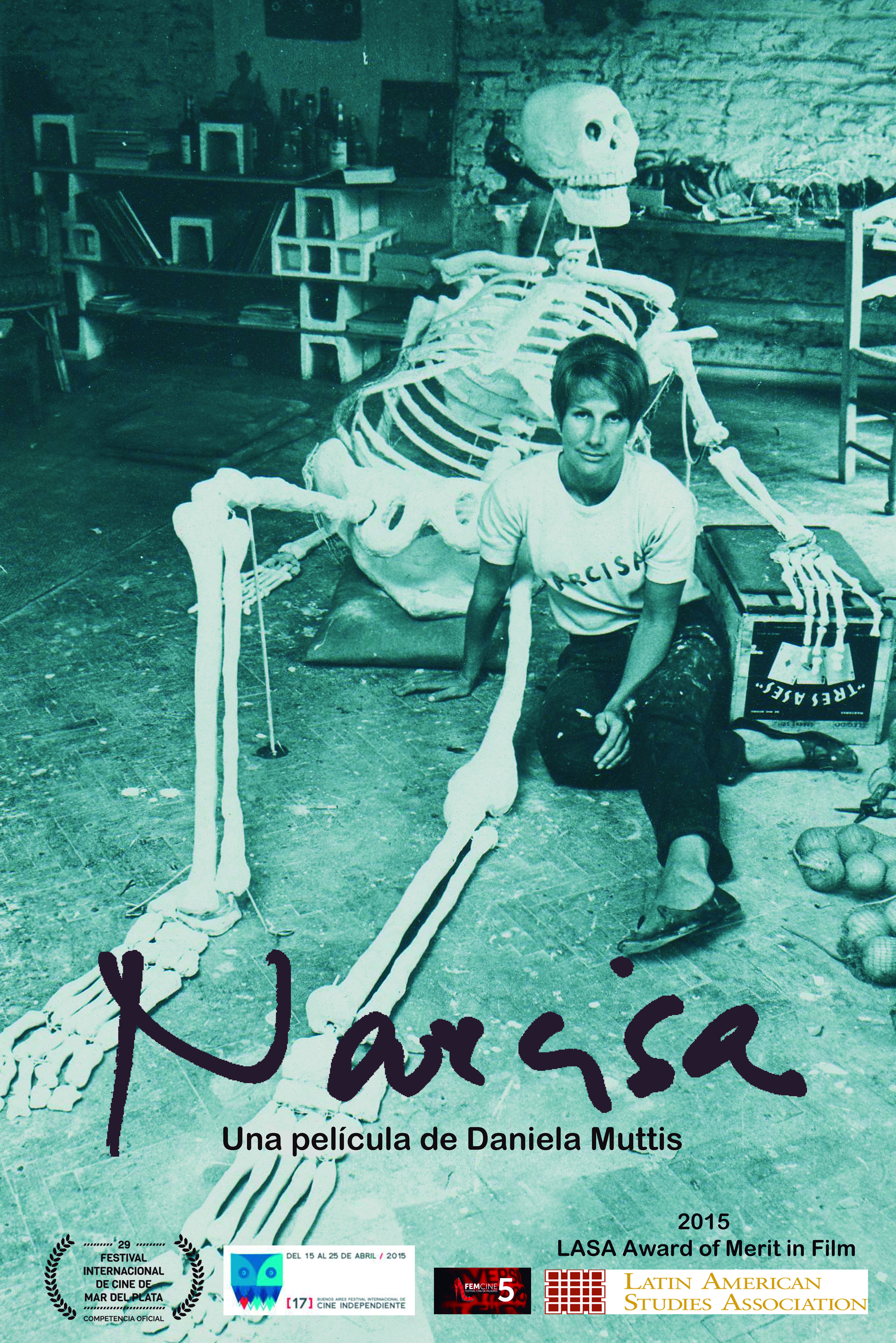
Documental [https://vimeo.com/142414360 NARCISA trailer

- Daniela Muttis ( directora) (2014). Narcisa.  Argentina, OjosbienAbiertos. Duración 61 minutos
- Silvina Szperling (directora) (2015). Reflejo Narcisa. Argentina: La Pata de Juana.  Escena en 67 minutos.